# ピナライ・ヴィジャヤン
- ピナライ・ヴィジャヤン
- ピナライ・ビジャヤン

ピナライ・ヴィジャヤン（マラヤーラム語: പിണറായി വിജയൻ、英語: Pinarayi Vijayan、1945年5月24日 - ）は、インドの政治家。2016年からケララ州首相。インド共産党マルクス主義派所属。

## 経歴
マドラス管区のカンヌールで、ムンダイル・コランとカルヤンの十四男として生まれる。家庭が貧しかったため、高校卒業後に学業を続けられず、手織り機の職人として1年間働いた。その後、タラセリーにあるガバメント・ブレンネン・カレッジの大学進学準備コースに入り、経済学の学士号を取得した。
大学在学中は政治活動に積極的に参加し、1964年にはインド共産党マルクス主義派（CPIM）に入党した。1968年には、党のカンヌール地区委員会委員に選出。さらに1972年には、同地区委員会の書記局員となった。
また、1970年にはケララ州議会議員選挙に立候補して初当選を果たした。その後も、1977年、1991年、1996年、2016年の州議会選挙で当選している。
2016年の州議会選挙では、CPIMが主導する左翼民主戦線（LDF）が全140議席のうち91議席を獲得する勝利をおさめ、ヴィジャヤンが州首相に就任することになった。